# La apoteosis de Homero
La apoteosis de Homero (en francés: L'Apothéose d'Homère) es un cuadro realizado por el pintor francés Jean-Auguste-Dominique Ingres. Mide 386 cm de alto y 515 cm de ancho, y está pintado al óleo sobre lienzo. Data de 1827 y se encuentra en el Museo del Louvre, en París (INV 5417).

## Historia

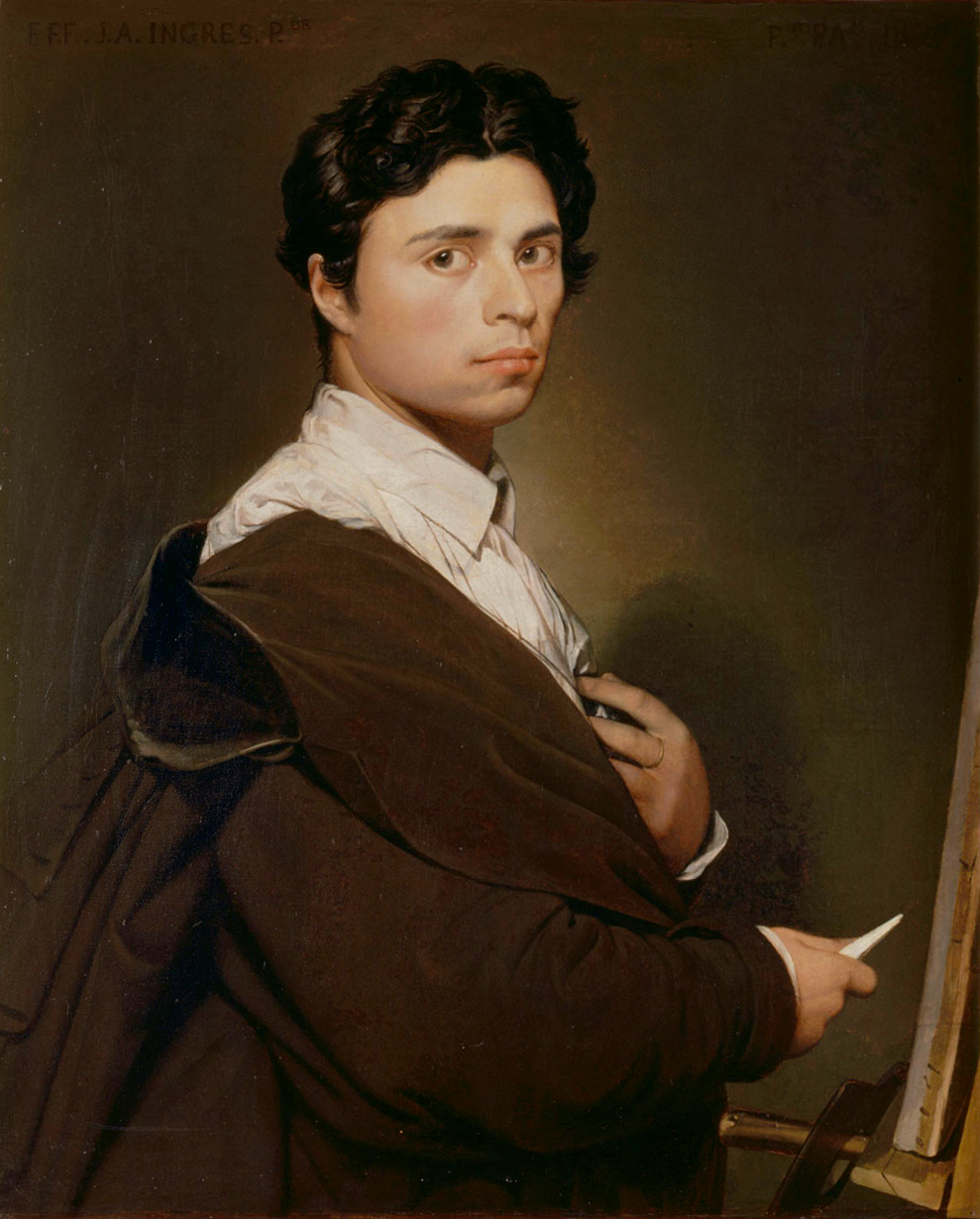
Jean-Auguste-Dominique Ingres

Ingres fue un pintor neoclásico. Recibió una formación académica en el taller de Jacques-Louis David, el mayor referente en la pintura neoclásica. Terminó su formación en Roma en 1807, con una beca de estudios. En sus primeras obras destacó como un gran retratista, si bien con cierta diferencia estilística entre los retratos efectuados para sus clientes, más académicos, o los realizados para sus amigos o autorretratos, que denotan un espíritu más afín al incipiente romanticismo. Junto a los retratos, la pintura histórica y el desnudo femenino fueron sus temas favoritos.
Tras su regreso de Italia en 1824 Ingres fue aclamado como un adalid del academicismo frente al nuevo y criticado romanticismo, y los siguientes años recibió numerosos encargos oficiales que supusieron la consagración de su carrera, al tiempo que iniciaba una etapa docente al frente de la Academia Francesa en Roma. Durante esos años se dedicó especialmente a dos grandes lienzos: La apoteosis de Homero y El martirio de san Sinforiano (1834, catedral de Autun). A lo largo de una larga trayectoria dejó unos 170 cuadros realizados y más de cuatro mil dibujos.
La apoteosis de Homero fue un encargo para decorar el techo de una de las salas del Louvre —llamado entonces Museo Carlos X—, la novena, llamada Sala Clarac. Encargado en 1826, los emolumentos del pintor fueron de 10 000 francos. Fue inaugurado por el rey Carlos X en 1827. Fue uno de los encargos más relevantes de su carrera y, tras su realización, Ingres manifestó «haber creado la obra más bella e importante de mi vida artística».
La obra fue realizada por Ingres en su taller y luego colocada en su emplazamiento. El artista contó con la colaboración de dos de sus discípulos, Armand Cambon y Bernard Prosper Debia. Las inscripciones en griego y en latín fueron formuladas por el arqueólogo Désiré Raoul Rochette. Las alegorías de las siete ciudades que tradicionalmente se disputaban ser la cuna de Homero, y que completan el techo junto al lienzo principal, fueron ejecutadas por Auguste Moench según dibujos trazados por Ingres.
En 1855 el lienzo fue descolgado del techo y expuesto en la Exposición Universal de París de ese año. En 1860 fue sustituido por una copia realizada por los hermanos Paul y Raymond Balze y por Michel Dumas. El original fue llevado al Musée du Luxembourg, donde permaneció hasta 1874; luego fue devuelto al Louvre, donde fue expuesto ya como un cuadro independiente en visión frontal —al fin y al cabo no había sido concebido para ser visto desde abajo—.

## Descripción

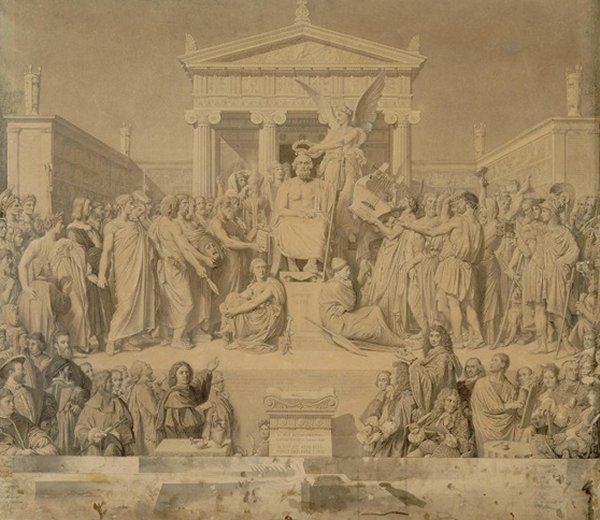
Homero deificado, copia en dibujo realizada por Ingres del cuadro original con algunas modificaciones en los personajes (1840-1865, Museo del Louvre, París)

Esta obra ensalza la figura de uno de los poetas más relevantes de la Antigua Grecia, Homero, creador de dos grandes epopeyas, la Ilíada y la Odisea. Junto a él aparecen numerosos personajes que le rinden homenaje, grandes nombres de las artes y las letras de toda la historia. El cuadro tiene una configuración simétrica: Homero se halla en el centro, rodeado de las figuras que le rinden homenaje, colocadas de forma un tanto abigarrada y en actitud estática, rígida. El poeta se halla sentado sobre un alto basamento y tras él se encuentra un templo clásico de orden jónico dedicado a la figura de Homero, cuyo nombre en griego (ὍΜΗΡΟΣ) figura en el arquitrabe. El aedo está vestido con una túnica con el pecho descubierto. Con su mano izquierda sostiene una lanza, definida por el propio Ingres como «arma de los héroes que él cantó», mientras que con la derecha sostiene un pergamino con sus escritos. Junto a él una figura alada sostiene una corona de laurel sobre su cabeza, identificada generalmente como una Victoria, pero también en ocasiones como el Universo o la Humanidad. A los pies del homenajeado se encuentran dos figuras femeninas que representan la Ilíada y la Odisea; junto a la primera se encuentra una espada que representa la Guerra de Troya y junto a la segunda un remo que hace alusión a los viajes de Odiseo. A su alrededor se hallan 42 figuras de los más ilustres artistas y escritores de todos los tiempos, elegidos por Ingres tras barajar varias listas de personajes.
La rapidez en la ejecución del lienzo hace pensar que probablemente el artista ya tenía en mente trabajar sobre este tema. Pese a ello, en el transcurso de su realización cambió en numerosas ocasiones de criterio en diversos aspectos del cuadro, especialmente en la elección de personajes, lo que se demuestra por los múltiples estudios y bocetos preparatorios, de los cuales se conservan unos 300 en el Museo Ingres de Montauban.
Sobre la composición, el grupo central está inspirado en el relieve La apoteosis de Homero, de Arquelao de Priene (siglo III a. C.), conservado en el British Museum (Londres). Los grupos laterales tienen influencia rafaelesca, especialmente de La escuela de Atenas y El Parnaso. También la Victoria tendría trazos de Rafael. Esta influencia rafaelesca se denota especialmente en los rostros, los cuales han sido criticados en ocasiones por excesivamente fríos e inertes. En cambio, los cuerpos están mejor resueltos, sin duda porque los trabajó con mayor libertad estilística, aportando sus propios conocimientos de anatomía.
El lienzo está firmado Ingres Pingbat (abajo a la izquierda) y fechado Anno 1827 (abajo a la derecha).

## Personajes
En el cuadro aparecen los siguientes personajes:
|  |  | 1. Horacio 2. Pisístrato 3. Licurgo 4. Virgilio 5. Rafael 6. Safo 7. Alcibíades 8. Apeles 9. Eurípides 10. Menandro 11. Demóstenes 12. Sófocles 13. Esquilo 14. Heródoto 15. Orfeo 16. Lino 17. Homero 18. Museo 19. Victoria alada 20. Píndaro 21. Hesíodo 22. Platón 23. Sócrates 24. Pericles 25. Fidias 26. Miguel Ángel 27. Aristóteles 28. Aristarco 29. Alejandro Magno 30. Dante 31. Personificación de la Ilíada 32. Personificación de la Odisea 33. Esopo 34. William Shakespeare 35. Jean de la Fontaine 36. Torquato Tasso 37. Wolfgang Amadeus Mozart 38. Nicolas Poussin 39. Pierre Corneille 40. Jean Racine 41. Molière 42. Nicolas Boileau 43. Longino 44. François Fénelon 45. Christoph Willibald Gluck 46. Luís Vaz de Camões |

En 1840, con vistas a la realización de un grabado del cuadro efectuado por Luigi Calamatta, Ingres inició una copia en dibujo del lienzo original titulada Homero deificado (en francés: Homère déïfié), terminada en 1865. Para el nuevo dibujo Ingres realizó algunas modificaciones en los personajes: quitó a Shakespeare, Tasso y Camões, e introdujo a los artistas Ictino, Giulio Romano, Jean Goujon, John Flaxman, Eustache Le Sueur y Jacques-Louis David; los escritores Plinio el Viejo, Plutarco, Cicerón, Jean-Jacques Barthélemy y André Dacier; y los estadistas Augusto, Cosme de Médici, Francisco I, Luis XIV y León X.